# Benjamin Herman

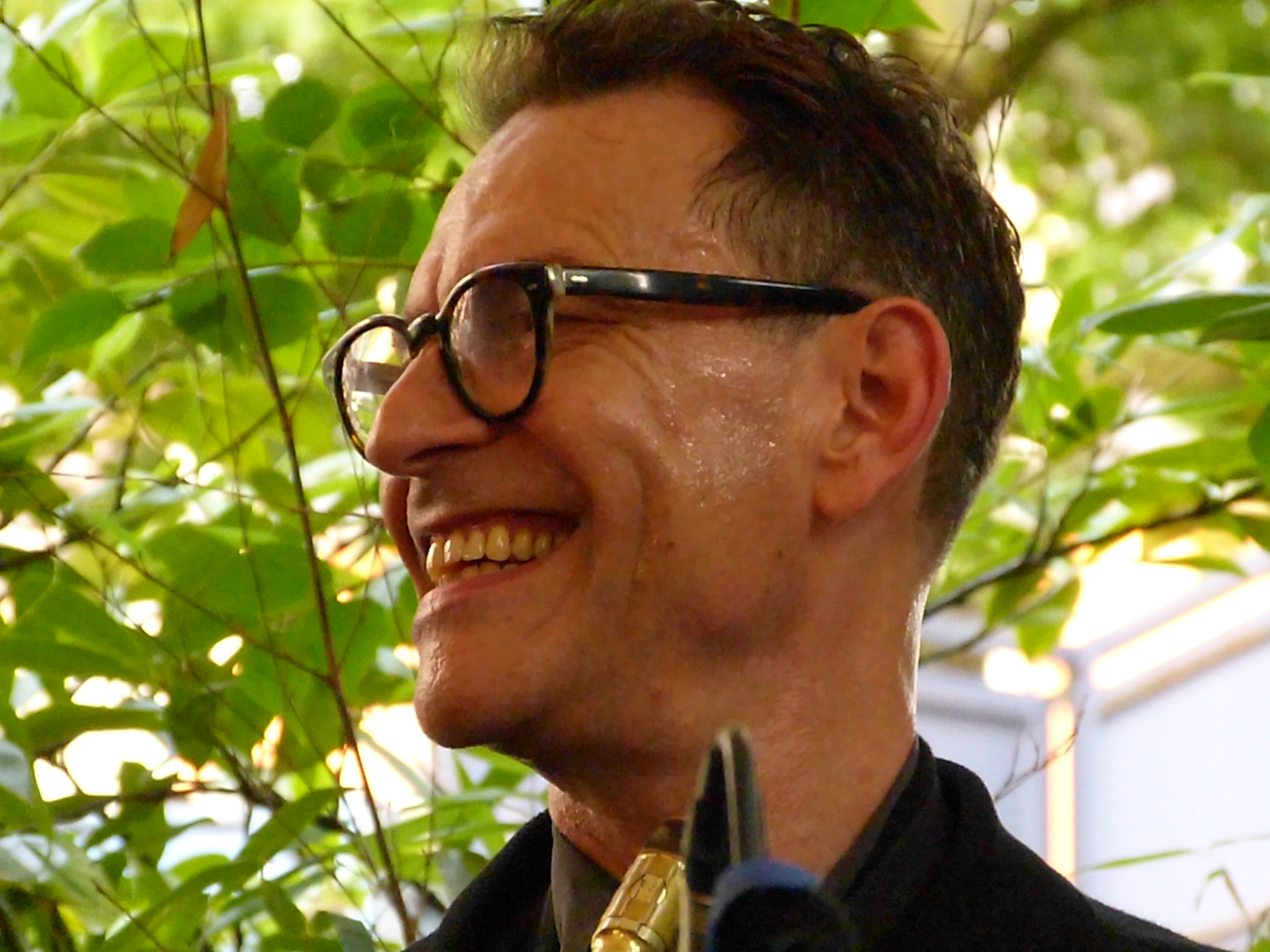
Benjamin Herman (2025 in Köln)

Benjamin Herman (* 9. Mai 1968 in London) ist ein niederländischer Jazzmusiker (Alt- und C-Melody-Saxophon, Komposition).

## Leben und Wirken
Herman wuchs in Zaandijk auf, begann mit zwölf Jahren Saxophon zu spielen (ein Jahr später trat er damit schon professionell auf) und studierte am Konservatorium in Hilversum, wo er 1991 „cum laude“ abschloss (und 1989 den Wessel-Ilcken-Preis als bester Nachwuchs-Jazzmusiker erhielt) und anschließend noch bei Dick Oatts an der „Manhattan School of Music“ studierte.
Hermans erstes Album Between a Dog and a Lamppost kam 1992 mit dem „Benjamin Herman/Maarten van der Grinten Quartett“ von ihm und dem Gitarristen Maarten van der Grinten heraus. Dann arbeitete er im Quintett Five Up High mit Jasper Blom und Juraj Stanik.
Herman ist der Bandleader des New Cool Collective (und der New Cool Collective Bigband), die er 1994 mit befreundeten Musikern gründete. Sie spielten mehrmals auf dem North Sea Jazz Festival, tourten 1997 in Deutschland und 1998 in England und traten noch 2007 zweimal monatlich im Nachtclub „Panama“ in Amsterdam auf. 1999 erhielten sie den Edison-Preis für ihre CD Big (mit Georgie Fame und Trijntje Oosterhuis), ihr drittes Album nach New Cool Collective 1997, More 1998 (2002 folgte Bring it On, dann zahlreiche weitere Alben).
Herman spielt und nimmt auch mit eigenem Trio und anderen Besetzungen unter dem eigenen Namen auf. 2004 spielte auf seinem Album Heterogeneity der Pianist Misha Mengelberg und der Trompeter Bert Joris mit. Auch dieses Album gewann einen Edison-Preis. 2005 nahm er das Album The Itch mit Han Bennink, 2006 The London Session mit Bart van Lier und Stan Tracey auf. Weitere Alben folgten, etwa Hypochristmastreefuzz (Dox, 2011) und ausgehend von seinem Soundtrack zu einem Dokumentarfilm über Remco Campert das Album Campert – De tijd duurt één mens lang … Mit der Sängerin Anna Serierse entstand das Album True Love’s Flame (2022). Mit Nostalgia Blitz (2023) erkundete er den Bereich des No Wave.
2005 organisierte Herman das Programm für „Jazz International Rotterdam“. Als Sideman arbeitete er u. a. mit Candy Dulfer, Gigantjes, Henk Westbroek, Saskia Laroo, Hans Teeuwen, Loet van der Lee, Michiel Borstlap, Piet Kuiters sowie Robin Nolan und ging 2004 auf Tournee mit dem Gitarristen Paul Weller.

## Preise und Auszeichnungen

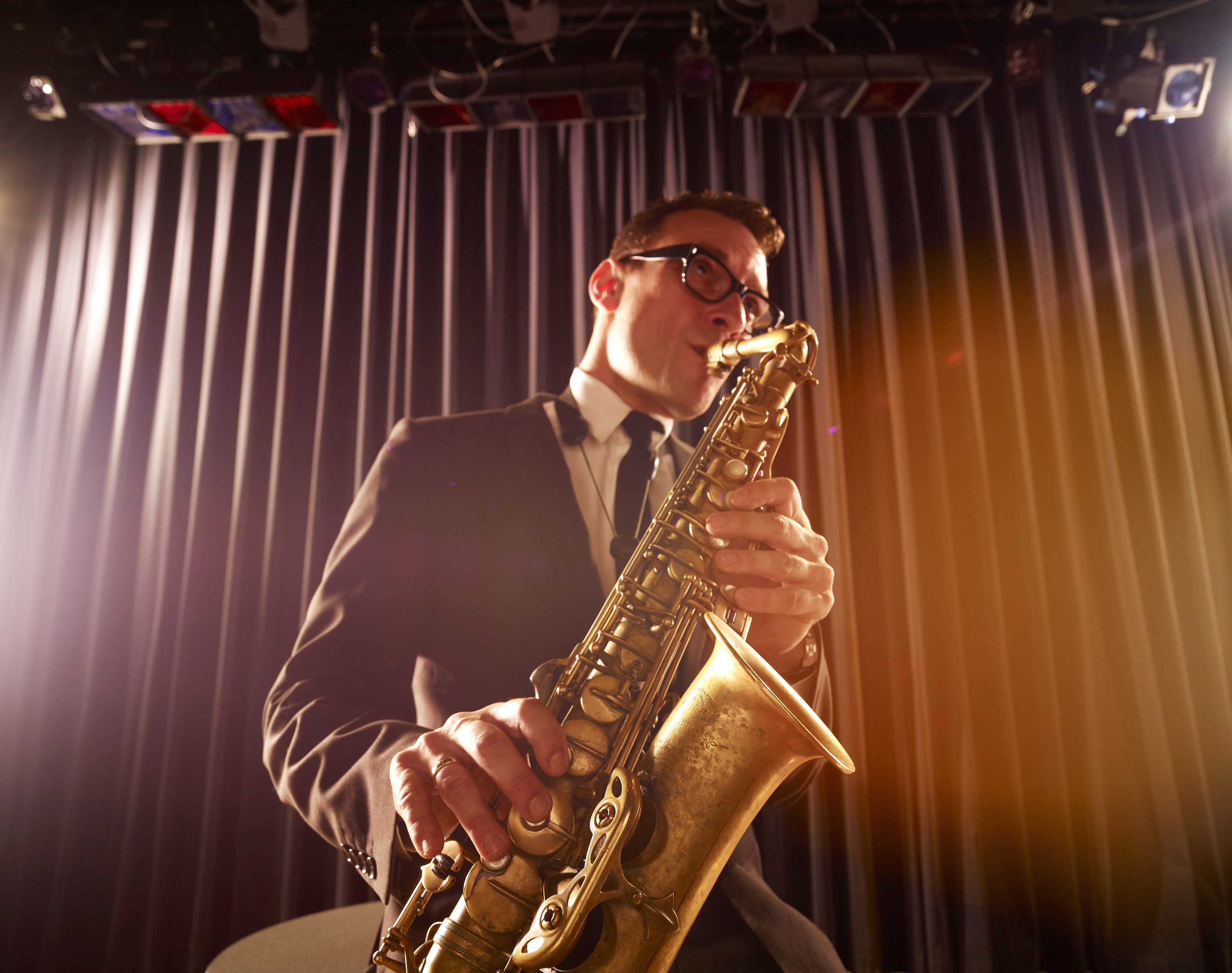
Benjamin Herman (2010)

Herman gewann mit dem Quintett Five Up High den Internationalen Wettbewerb der Leverkusener Jazztage und mit dem New Cool Collective den Heineken Crossover Award. 2006 erhielt er den renommierten Boy-Edgar-Preis. 2023 wurde sein Album True Loves Flame mit dem Edison Jazz Nationaal Vocaal ausgezeichnet.

## Diskografie (Auswahl)
- 1997: Café Alto
- 2000: Benjamin Herman Plays Misha Mengelberg
- 2002: Benjamin Herman Plays Jaki Byard (feat. Pierre Christophe)
- 2004: Heterogenity (feat. Bert Joris und Misha Mengelberg)
- 2005: The Itch
- 2006: The London Session
- 2008: Hypochristmastreefuzz
- 2009: Campert – De tijd duurt één mens lang …
- 2010: Blue Sky Blond
- 2012: Deal (mit Jesse van Ruller, Carlo de Wijs, Manuel Hugas, Joost Kroon und The City of Prague Philharmonic)
- 2013: Café Solo
- 2014: Trouble (mit Daniel von Piekartz, Ernst Glerum, Joost Patocka, Daniel von Piekartz, Miguel Rodriguez)
- 2017: Herman/Bennink/Beets/Jacobs: Quartet NL
- 2018: Bughouse (mit Reinier Baas, Peter Peskens, Olav van den Berg)
- 2022: True Loves Flame (mit Anna Serierse, Alexander van Popta, Thomas Pol, Niek de Bruijn)
- 2023: Nostalgia Blitz (mit Peter Peskens, Jimmi Hueting sowie Simon Akkermans, Oscar Jan Hoogland, John Cooper Clarke, Shinpei Ruike, Ebba Åsman, Micah Graves u. a.)

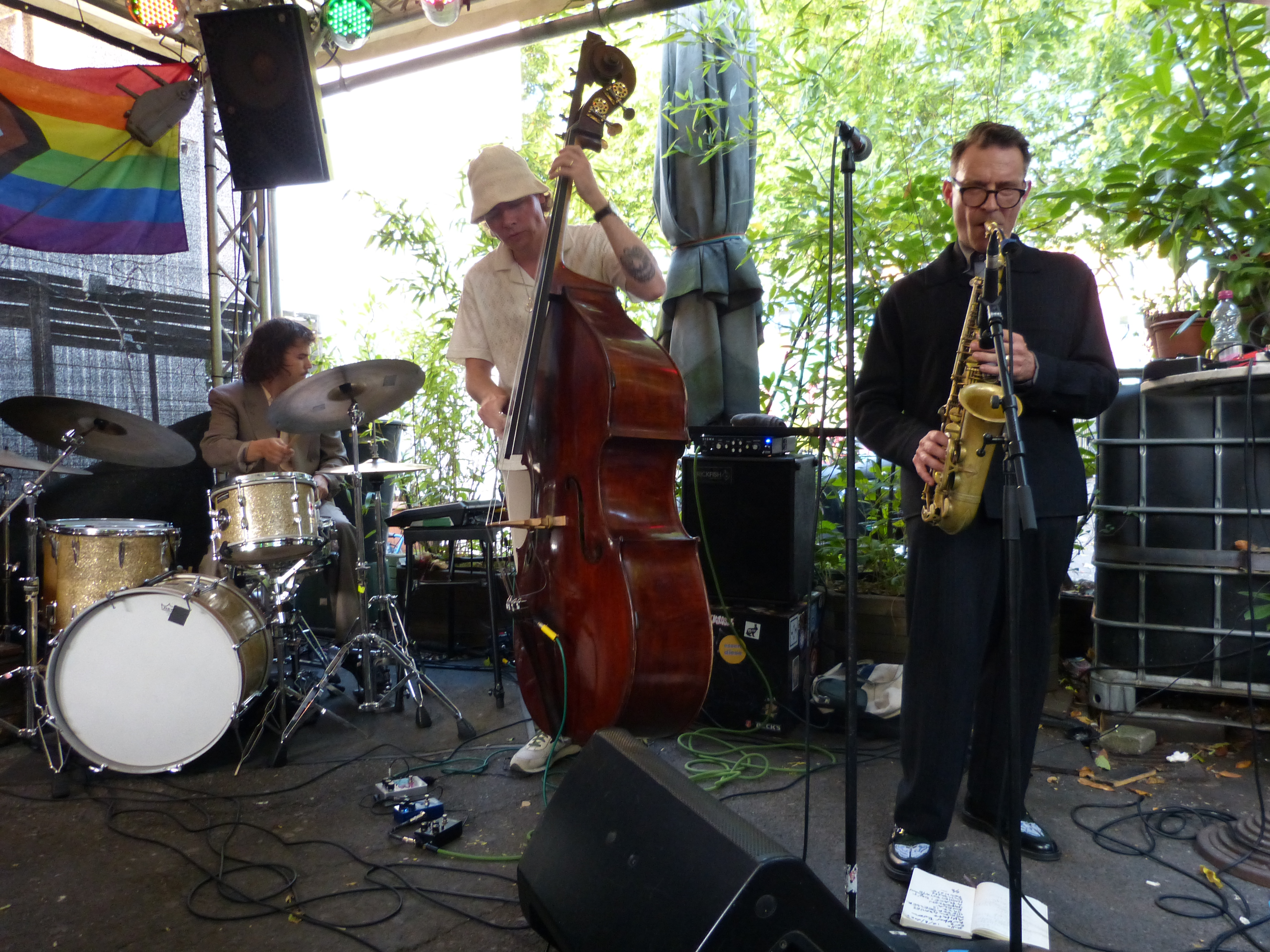
Benjamin Herman Trio (2025, rechts mit von links Jimmi Hueting und Thomas Pol)